# Creußen
Creußen ist eine Kleinstadt im oberfränkischen Landkreis Bayreuth und der Sitz der Verwaltungsgemeinschaft Creußen. Sie liegt in der Fränkischen Schweiz etwa 13 Kilometer südlich von Bayreuth an der Bundesstraße 2 nahe der Autobahn A 9.

## Geografie

### Topografie
Creußen liegt in der Mittelgebirgslandschaft Fränkische Schweiz, am Fuße des Fichtelgebirges und am Oberpfälzer Wald auf einer Höhe zwischen 426 und 630 Metern. Der Schlossberg im Osten von Creußen hat eine Höhe von 566 m ü. NHN. Auf ihm wird mit Windrädern Strom erzeugt.
Der Preunersfelder Rangen ist mit 630 Meter die höchste Erhebung im Creußener Höhenzug. Er erstreckt sich weiter in den Süden. In Thurndorf, etwa 9,5 Kilometer von Creußen entfernt, liegt als höchste Stelle des Schnabelwaider Kitschenrains mit 647,5 Metern der Kalvarienberg mit Waldkapelle.
Creußen liegt im Obermain-Oberpfälzischen Hügelland. Das Tal des Roten Mains bildet den Kontrast zu den Hügeln und Terrassen des Creußener Höhenzuges. Westlich von Creußen liegt der Lindenhardter Forst. Das Creußener Land, das den östlichsten Teil der Fränkischen Schweiz bildet, eignet sich im Winter auch zum Skilanglauf. Es ist nach dem Fichtelgebirge und dem Frankenwald eines der sichersten Schneegebiete in Oberfranken.
Die bedeutendsten Berge rund um Creußen sind der Kalvarienberg (647 m), der Graubühl (569 m), die Dreiköpfige Tanne (519 m), der Schlossberg (566 m), der Kapf (597 m), der Preunersfelder Rangen (630 m), der Creussener Berg (475 m), der Tannenberg (597 m), der Funkenberg (580 m), der Kleine Kulm (626 m) und die Hohenmirsberger Platte (614 m).

### Gemeindegliederung
Es gibt 38 Gemeindeteile (in Klammern ist der Siedlungstyp angegeben):
- Altenkünsberg (Weiler)
- Althaidhof (Dorf)
- Boden (Weiler)
- Bühl (Dorf)
- Creußen (Hauptort)
- Dorschenhof (Einöde)
- Eimersmühle (Einöde)
- Gottsfeld (Dorf)
- Großweiglareuth (Dorf)
- Haaghaus (Einöde)
- Hagenohe (Weiler)
- Hagenreuth (Einöde)
- Hammermühle (Einöde)
- Hörhof (Einöde)
- Hörlasreuth (Dorf)
- Kleinweiglareuth (Weiler)
- Kotzmannsreuth (Dorf)
- Lankenreuth (Weiler)
- Letten (Weiler)
- Lindenhardt (ehem. Markt)
- Neuenreuth (Dorf)
- Neuhaidhof (Dorf)
- Neuhaus (Einöde)
- Neuhof (Dorf)
- Oberhöhlmühle (Einöde)
- Oberneueben (Einöde)
- Oberschwarzach (Weiler)
- Ottmannsreuth (Dorf)
- Sägmühle (Einöde)
- Schwürz (Dorf)
- Seidwitz (Kirchdorf)
- Sorg (Einöde)
- Stockmühle (Einöde)
- Tiefenthal (Dorf)
- Unterhöhlmühle (Einöde)
- Unterneueben (Einöde)
- Unterschwarzach (Dorf)
- Wasserkraut (Dorf)

Außerdem gibt es die Einöden Brunnenhof, Kamerun und Reichholdsweber.
Es gibt auf dem Gemeindegebiet die Gemarkungen Boden, Bühl, Creußen, Forst Thiergarten (Gemarkungsteil 3), Gottsfeld, Haidhof, Lindenhardt, Lindenhardter Forst-Nordwest (Gemarkungsteil 1), Neuhof, Seidwitz, Stockmühle und Wolfsbach (Gemarkungsteil 1).  Die Gemarkung Creußen hat eine Fläche von 7,449 km². Sie ist in 2075 Flurstücke aufgeteilt, die eine durchschnittliche Flurstücksfläche von 3589,76 m² haben. In ihr liegt neben dem namensgebenden Ort der Gemeindeteil Hagenreuth.

### Nachbargemeinden
Nachbargemeinden sind (von Norden beginnend im Uhrzeigersinn): Emtmannsberg, Speichersdorf, Prebitz, Schnabelwaid, Pegnitz, Hummeltal, Haag und Bayreuth.

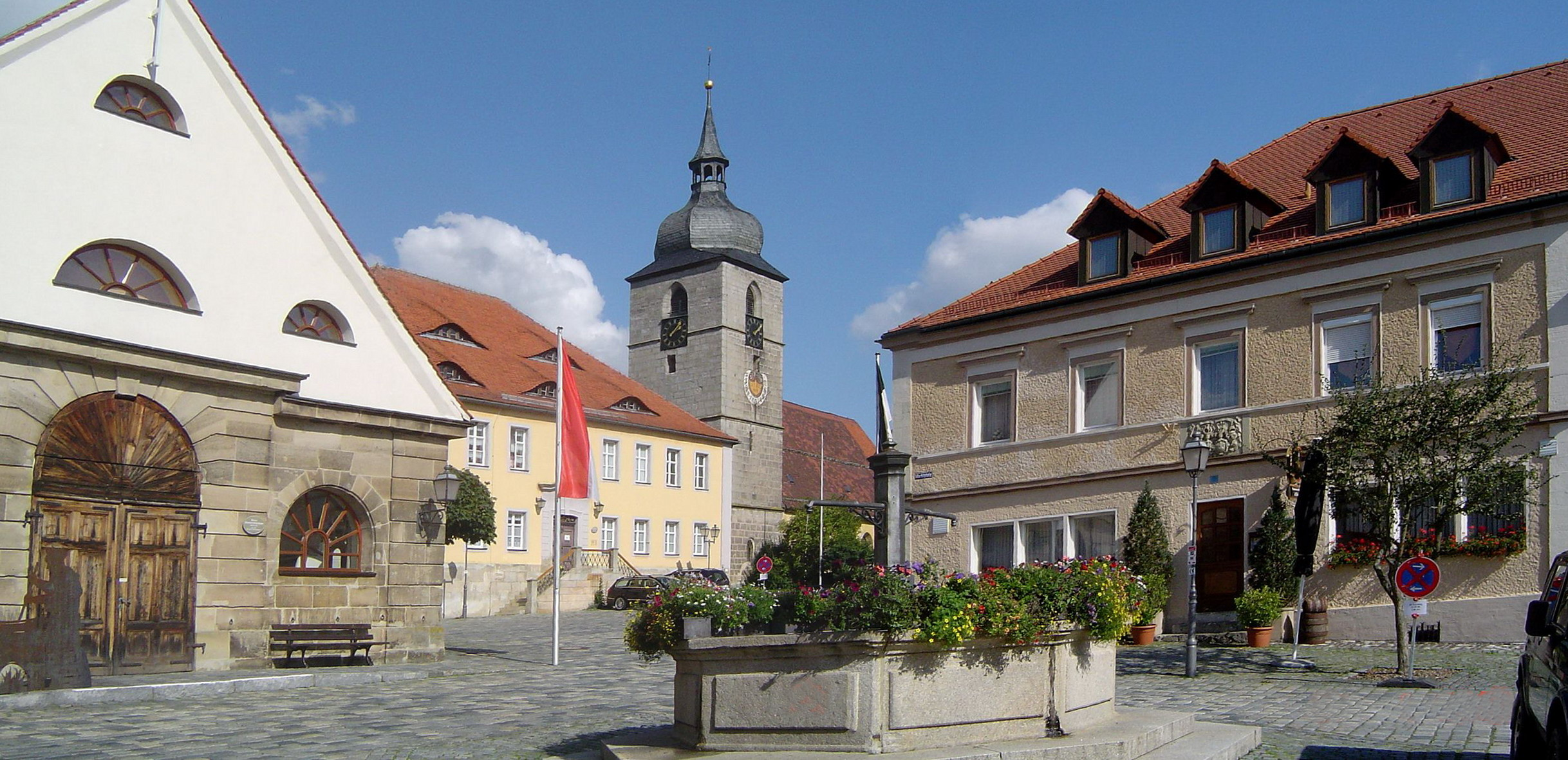
Der Marktplatz von Creußen

### Geotope
- Aufschluss im Posidonienschiefer westlich von Creußen (Geotop-Nummer 472A009).

## Geschichte

Karte des Radenzgaus (Ratenzgowe) mit Creußen (Crosni)

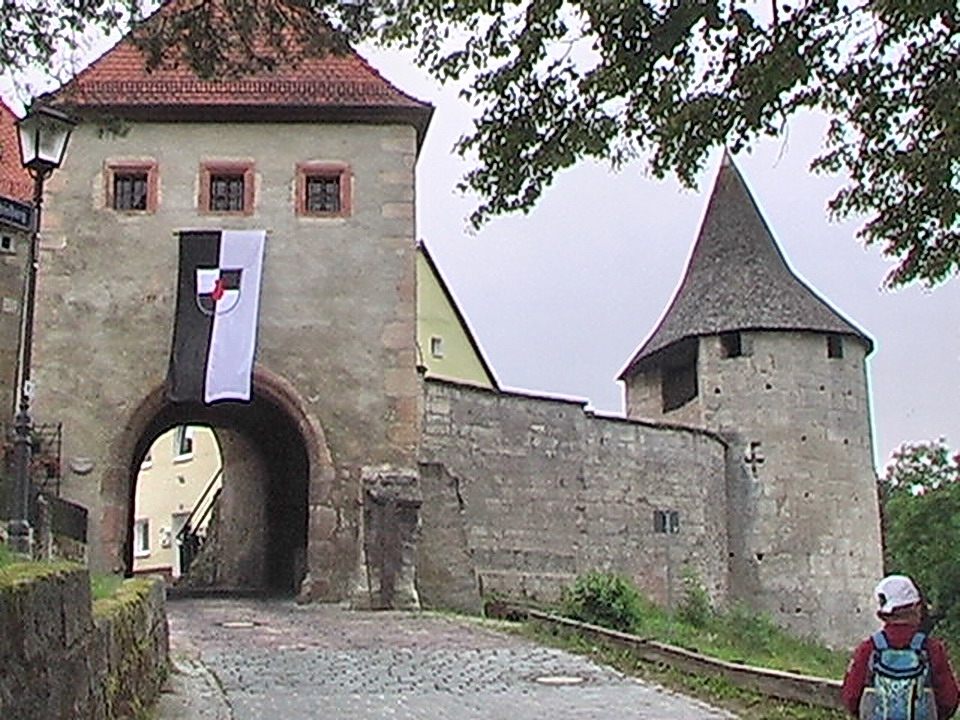
Stadtmauer mit Hinterem Tor und Malefizturm

Die Besiedlung im damaligen Radenzgau erfolgte um das Jahr 1000. Erstmals urkundlich erwähnt wurde Creußen als „urbs crusni“ im Jahr 1003 bei den Streitigkeiten zwischen dem späteren Kaiser Heinrich II. und dem Schweinfurter Markgrafen Hezilo. Der Kaiser, unter anderem unterstützt vom Würzburger Bischof Heinrich, belagerte die Burg Creußen (castrum crusni), in der sich der Markgraf mit seiner Familie verschanzt hatte. Ob die Burg damals zerstört wurde, geht aus den Quellen nicht hervor. Der Markgraf konnte zwar heimlich durch den Belagerungsring entweichen (der Volksmund berichtet, dass er durch einen Geheimgang entkam), wurde jedoch in der Nähe von Tiefenthal gefasst.
Die Herrschaft der Burggrafen von Nürnberg begann im Jahr 1251, als der Zoller Friedrich II. von Nürnberg vom staufischen König Konrad den Ort erhielt. 1358 wurde Creußen von Kaiser Karl IV. zur Stadt erhoben. Ab 1500 lag die Stadt im Fränkischen Reichskreis. In den Hussitenkriegen und im Dreißigjährigen Krieg wurde sie verwüstet.
1792 fiel die Stadt an Preußen, dem der Markgraf Christian Friedrich Karl Alexander sein Herrschaftsgebiet verkauft hatte. Nach einem kurzen Intermezzo unter französischer Herrschaft (1807–1810) wurden das ehemalige Fürstentum Bayreuth und mit ihm die Stadt Creußen an Bayern verkauft. 1893 wurden große Teile durch einen Brand zerstört (Vorderes Tor, Marktplatz, Habergasse).
Wichtigster Wirtschaftszweig des ländlich geprägten Orts war bis in die 1930er Jahre das Handwerk. Bekannt ist die Stadt für die dort gefertigten Krüge. Bei der letzten freien Reichstagswahl am 6. November 1932 erreichte die NSDAP in Creußen bereits 55 Prozent der Stimmen (33,1 Prozent im Reichsdurchschnitt).
Das 1912 gegründete Metallwerk des späteren Bürgermeisters und NSDAP-Ortsgruppenleiters Carl Tabel stellte zunächst Schutzkappen für Taschenuhren, Metallschränke und Ofentüren her. Ende 1933 stand der Betrieb mit nur noch 17 Arbeitskräften vor dem Ruin. In jenem Jahr trat Tabel in die NSDAP ein. Während des „Dritten Reichs“ entwickelte sich, dank seiner Beziehungen, seine Firma zum Rüstungsbetrieb. Erste Rüstungsaufträge wurden im Mai 1938 erledigt. 1939 arbeiteten 166 Arbeiter in der Fabrik. Ab 1942 wurden neben Gewehren und Flakgeschützen auch Teile für Kampfpanzer gefertigt. Im Februar 1945 waren im Werk 1360 Personen beschäftigt, darunter 1160 Zwangsarbeiter. Deren Barackenlager am Thietmarplatz war mit einem doppelten, 2,20 Meter hohen Stacheldrahtzaun gegen Fluchtversuche gesichert und durch einen Tunnel mit der Fabrik verbunden. Ein weiteres Lager („Ost-Arbeiter-Lager“ Rosental) entstand auf der Vogelhöhe. Die Steinbaracken dieses Lagers sind noch vorhanden. Die Zwangsarbeiter stammten aus acht Ländern, sogar 14-jährige Mädchen und Jungen waren darunter.
Am 14. April 1945 fiel die Stadt der 14. Panzerdivision der US-Armee kampflos in die Hände, nachdem der spätere Bürgermeister Friedrich Neuner deren Panzern mit einem weißen Tuch entgegengelaufen war. Tags darauf versuchte die Wehrmacht drei Tage lang, den Ort zurückzuerobern. Deren Panzerattacke fielen dreizehn Zivilisten zum Opfer; achtzehn Wohnhäuser, neun Scheunen und fünf Stallungen wurden zerstört.

### Eingemeindungen
Im Zuge der Gebietsreform in Bayern wurde am 1. Januar 1972 Gemeinde Bühl in die Stadt Creußen eingegliedert, am 1. Januar 1977 kam Neuhof hinzu. Gottsfeld, Haidhof, Seidwitz und der Markt Lindenhardt sowie Teile der aufgelösten Gemeinde Wolfsbach folgten am 1. Mai 1978.
Am 1. Januar 2020 wurden das gemeindefreie Gebiet Lindenhardter Forst-Südost mit 272 ha und der östliche Teil des gemeindefreien Gebiets Lindenhardter Forst-Nordwest mit 168 ha eingegliedert, wodurch sich Creußens Gemarkungsfläche von 60,49 auf 64,89 km² vergrößerte.

### Einwohnerentwicklung
Im Zeitraum von 1988 bis 2018 wuchs die Stadt von 4655 auf 4941 um 286 Einwohner bzw. um 6,1 %.

## Politik

### Stadtrat
Die Kommunalwahlen 2008, 2014 und 2020 führten zu den folgenden Sitzverteilungen im Stadtrat:
| Partei / Wählergruppe                               | 2008 | 2014 | 2020 |
| --------------------------------------------------- | ---- | ---- | ---- |
| CSU                                                 | 6    | 5    | 5    |
| SPD                                                 | 3    | 3    | 2    |
| Grüne und Unabhängige                               | 1    | 2    | 2    |
| Creußener Liste                                     | 3    | 2    | 2    |
| Überparteiliche Wählergruppe Creußen – Freie Wähler | 2    | 3    | 4    |
| Lindenhardter Umlandliste (LUL)                     | 1    | 1    | 1    |
| Gesamt                                              | 16   | 16   | 16   |

### Bürgermeister
Bei der Bürgermeisterwahl am 11. November 2012 gewann Martin Dannhäußer (Überparteiliche Wählergruppe – Freie Wähler) gegen den Amtsinhaber Harald Mild (CSU) mit 50,9 % der Stimmen. Im Jahr 2006 war Mild noch mit 90,81 % der Stimmen in seinem Amt bestätigt worden, als er keinen Gegenkandidaten hatte.
Auch nach der Kommunalwahl 2020 ist Martin Dannhäußer Bürgermeister.

### Städtepartnerschaften
- Greußen in Thüringen

### Wappen
| | Blasonierung: „Geviert von Silber und Schwarz, in der Mitte aufgelegt ein henkelloser roter Tonkrug.“ |
| Wappenbegründung: Kaiser Karl IV. verlieh Creußen 1358 Markt- und Stadtrechte. Als Reichslehen ist Creußen seit 1251 in den Händen der Burggrafen von Nürnberg. Der älteste Nachweis eines Wappens ist eine Bauplastik am Rathaus aus der Zeit um 1470. Der älteste Siegelabdruck stammt aus dem Jahr 1511 mit dem Wappen der Zollern mit Helm, Decken und Brackenkopf als Helmzier. In einer farbigen Zeichnung von 1581 wird erstmals der Krug in der Mitte des Schildes abgebildet. Er steht zum einen redend für den Stadtnamen. Creußen bedeutet Bruch, zerbrechlich, spröde. Zum anderen weist er auf die Herstellung der Creußener Krüge von der Mitte des 16. bis zur Mitte des 18. Jahrhunderts hin. Bei der Wappenrevision von 1819 erscheint die Zollernvierung in den bayerischen Landesfarben Silber und Blau. Die Farben des Kruges wechselten häufig; auch ist der Krug wechselnd mit und ohne Henkel dargestellt. | |

## Kultur und Sehenswürdigkeiten

### Bauwerke

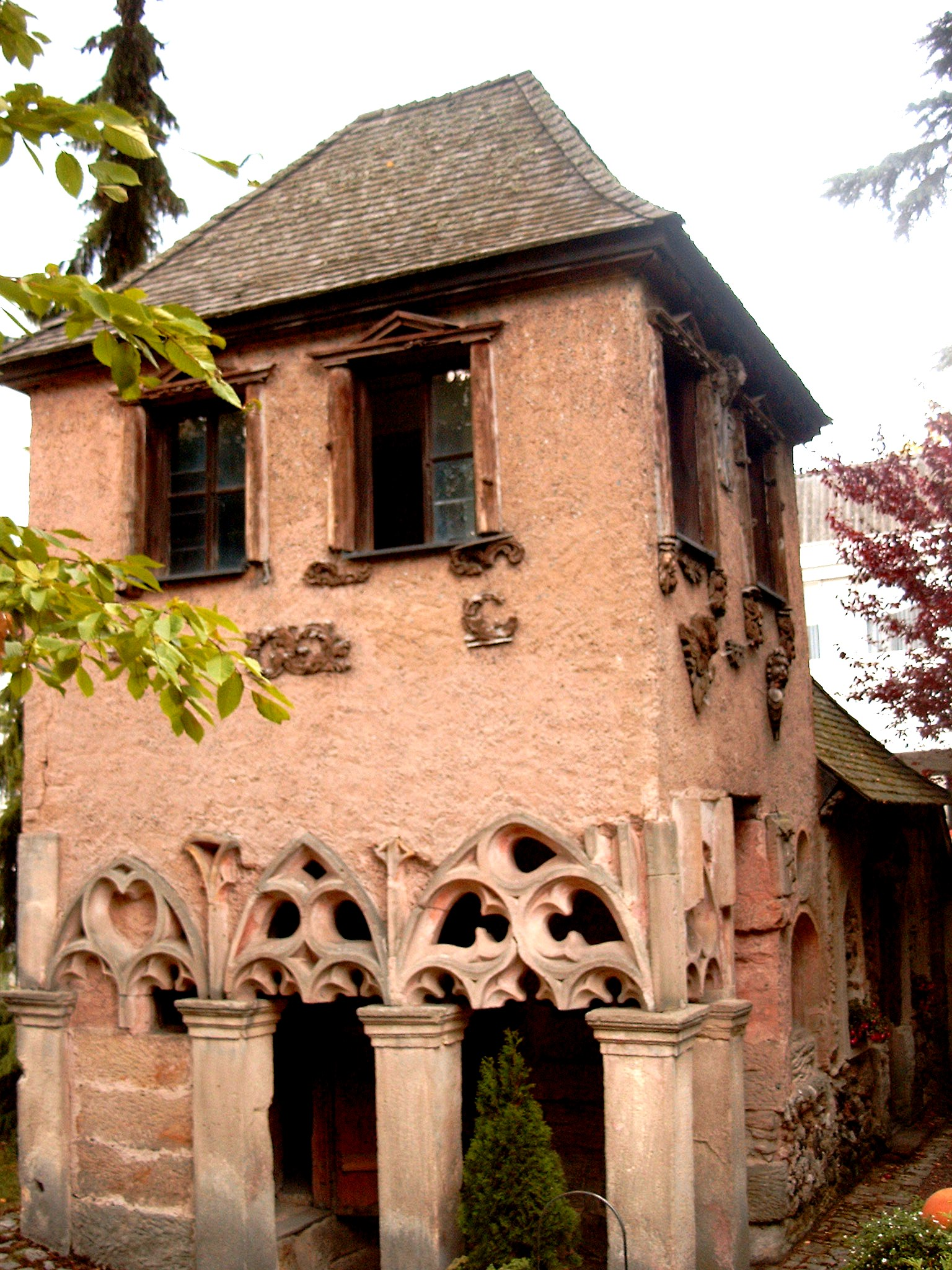
Eremitage

- Die Pfarrkirche St. Jakobus am Heziloplatz erhielt nach der Zerstörung in den Hussitenkriegen und dem Wiederaufbau 1477 im Jahre 1700 ihre heutige Form und den größten Teil der barocken Innenausstattung. Der Kirchturm steht auf den Fundamenten des Bergfrieds der früheren Burg.
- Gegenüber befindet sich die ehemalige Lateinschule, die in ihrer Blütezeit weit über Creußen hinaus großes Ansehen genoss.
- Am Marktplatz steht das Pfarrhaus und davor das ehemalige Kommunbrauhaus, heute evangelisches Gemeindehaus.
- Die Stadtmauer wurde 1358 bis 1361 errichtet mit
  - dem Hinteren Tor, in dem sich das Krügemuseum befindet,
  - dem Hunger- oder Malefizturm, der als Gefängnis erbaut wurde und dem
  - Markusturm, 1477 erbaut.
- Die Habergasse war ursprünglich die Hauptstraße der Stadt und als Straßenmarkt angelegt. Dort wurden die Pferde der Handelsleute mit Hafer versorgt.
- Das Rathaus wurde 1360 erbaut und nach den Zerstörungen im Hussitenkrieg 1477 neu errichtet. Brot- und Fleischbänke an der Längsseite dienten als Verkaufsstände.
- Das Eremitenhäuschen gilt als die einzige erhaltene bürgerliche Eremitage Deutschlands. Es wurde 1760 von dem Theologen Johann Theodor Künneth erbaut.

### Museum

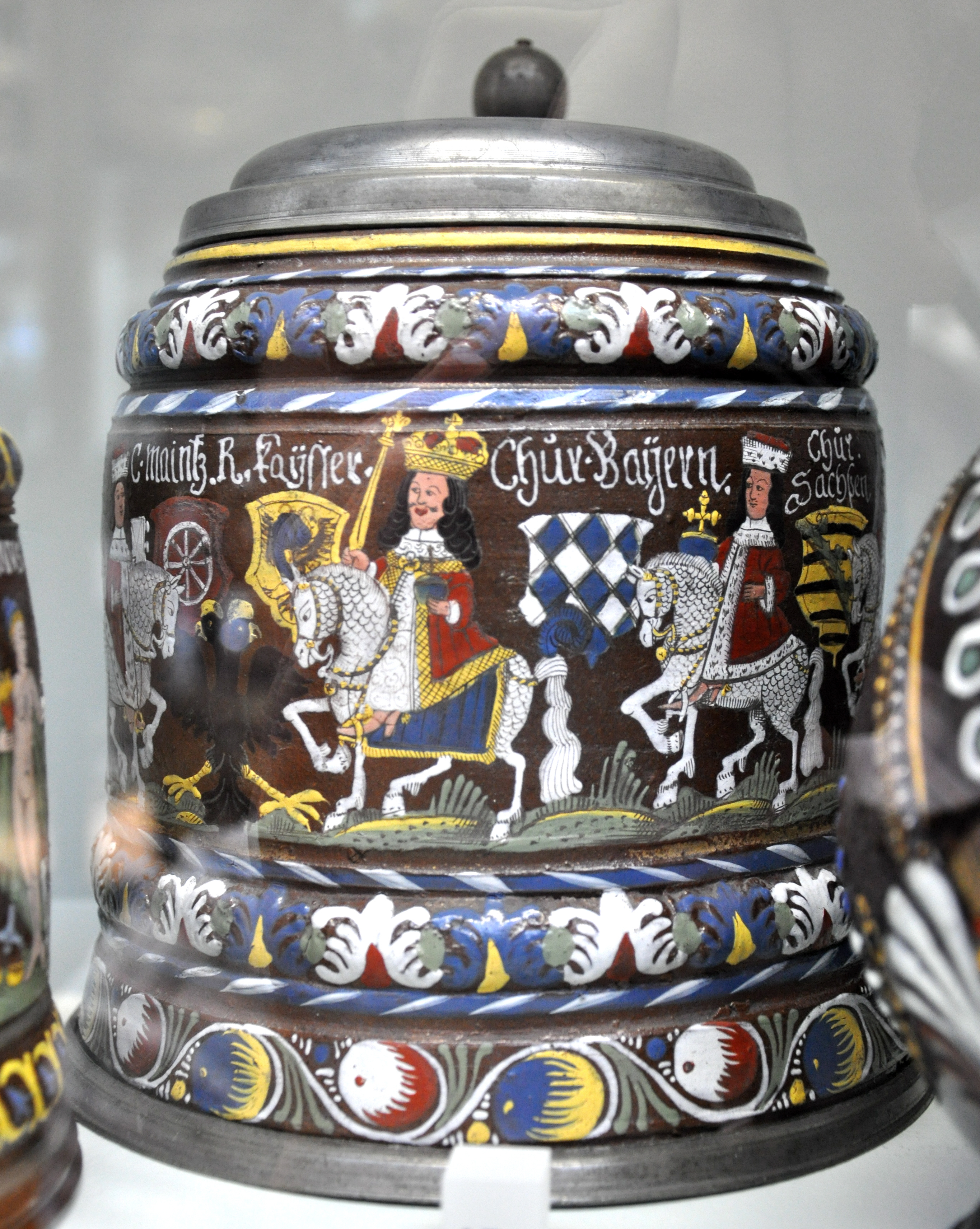
Kurfürstenhumpen, Creußen 1696, Steinzeug mit Zinndeckel. Victoria and Albert Museum London

Im Jahr 1888 von fünf Honoratioren, die Trink- und Vorratsgefäße aus Steingut zusammengetragen haben, gegründeten Krügemuseum sind bedeutende Stücke des Creußener Steinzeugs ausgestellt. Dieses Steinzeug ist aus einem Ton gefertigt, dessen Zusammensetzung heute nicht mehr bekannt ist. Das Krügemuseum ist seit 1950 in der Torwächterstube im nördlichen Stadttor (Hinteres Tor) untergebracht. 2004 wurde es nach dem Ausbau des angrenzenden Scharfrichterhauses erweitert.

### Regelmäßige Veranstaltungen
- Gregorifest

Papst Gregor IV. richtete das Fest zu Ehren seines Vorgängers Papst Gregor I., dem Schutzpatron der Jugend und der Schulen, im Jahre 830 als Schulfest ein. In Creußen wird dieses Fest seit dem 17. Jahrhundert gefeiert. Es findet alle zwei Jahre am letzten Wochenende vor den Schulferien auf dem Marktplatz statt und dauert vier Tage.
- Internationaler Töpfermarkt

Der Markt erinnert an die Tradition des Keramikhandwerks in Creußen und findet jedes Jahr am zweiten Sonntag im Juli statt.

## Verkehr

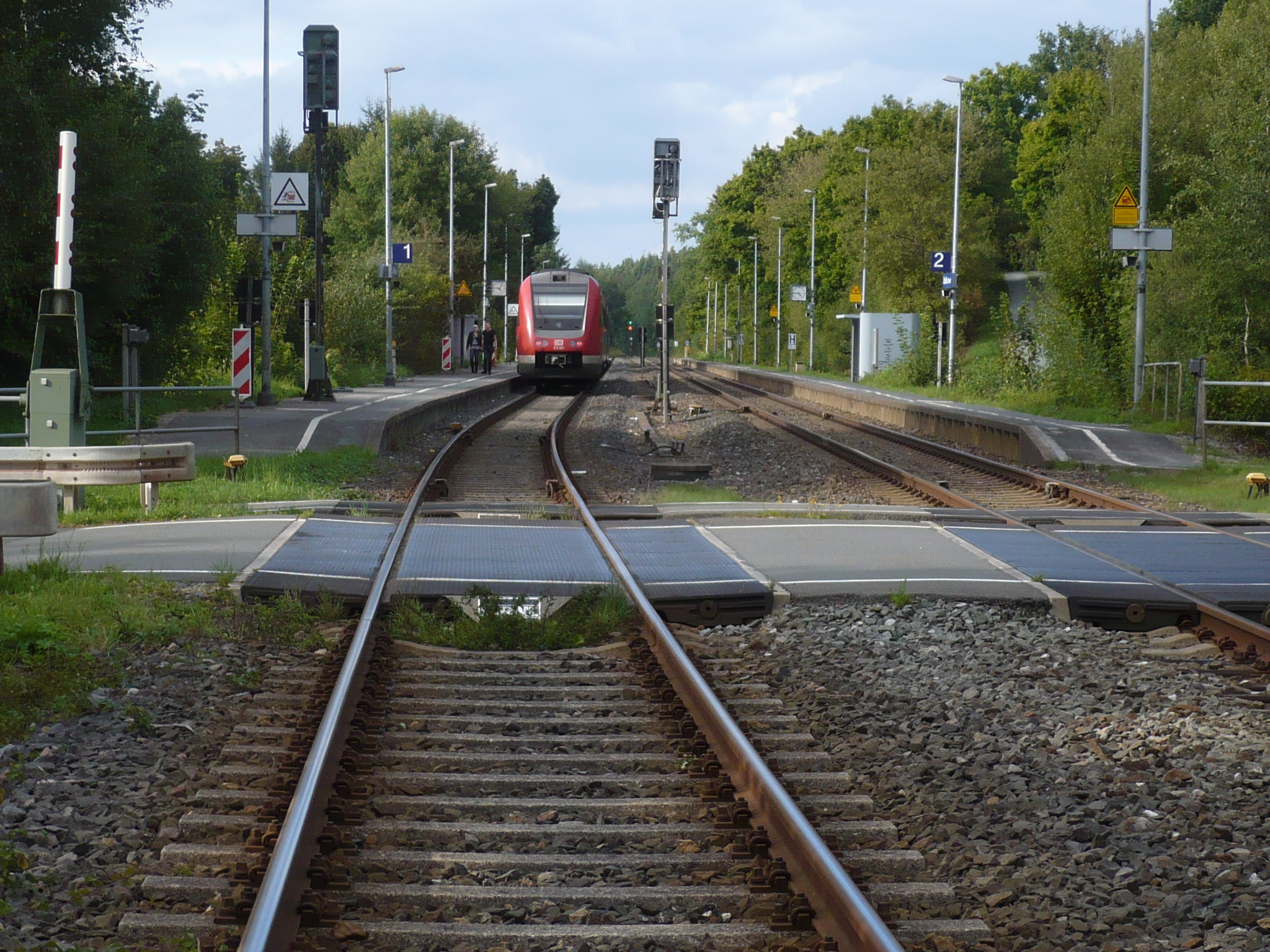
Triebzug im Bahnhof Creußen (Oberfr)

Creußen hat einen Bahnhof an der Bahnstrecke Schnabelwaid–Bayreuth, die am 15. Juli 1877 als Fichtelgebirgsbahn zwischen Nürnberg und Bayreuth eröffnet wurde. Dort halten Regionalbahn-Züge der Relation Bayreuth–Nürnberg.
Die Stadt liegt an der Bundesstraße 2, die in diesem Abschnitt mit der Bundesstraße 85 gebündelt ist. Im Westen und Norden tangiert die Bundesautobahn 9 Creußener Gebiet; die nächstgelegene Anschlussstelle ist Trockau, rund 9,7 km von der Creußener Innenstadt entfernt.

## Söhne und Töchter der Stadt
- Rudolf Engelhard (* 1950), Politiker
- Friedrich Neuner (1857–1930), Mühlenbesitzer, Bürgermeister und Mitglied des Deutschen Reichstags, in Lindenhardt geboren
- Christoph Rabenstein (* 1952), Pädagoge und Politiker
- Georg Friedrich Seiler (1733–1807), ev. Theologe und Schriftsteller
- Christoph Wirth (1870–1950), Erfinder[22]

## Sonstiges
Das einsam gelegene Waldhaus bei Ottmannsreuth ist eine traditionsreiche Gaststätte. Mit dem exotischen Namen Forsthaus Kamerun ist es seit über 100 Jahren ein Magnet für Bayreuther Ausflügler.